# Arbey Mosquera
Arbey Mosquera (Buenaventura, Valle del Cauca, Colombia; 20 de enero de 1988) es un futbolista colombiano. Juega de delantero.

## Clubes
| Club                 | País                | Año                 | Partidos | Goles |
| -------------------- | ------------------- | ------------------- | -------- | ----- |
| Cortuluá             | Colombia            | 2009                | 5        | 1     |
| Atlético Bucaramanga | Colombia            | 2011 - 2012         | 29       | 4     |
| Yaracuyanos          | Venezuela           | 2012                | 13       | 1     |
| Békéscsaba           | Hungría             | 2013 - 2014         | 39       | 10    |
| Tucanes              | Venezuela           | 2015                | 25       | 6     |
| Puerto Cabello       | Venezuela           | 2016                | ?        | ?     |
| Ureña                | Venezuela           | 2017                | 11       | 2     |
| La Equidad           | Colombia            | 2018                | 20       | 3     |
| Total en su carrera  | Total en su carrera | Total en su carrera | 142      | 27    |

## Palmarés

### Campeonatos nacionales
| Título             | Club     | País     | Año  |
| ------------------ | -------- | -------- | ---- |
| Primera B Apertura | Cortuluá | Colombia | 2009 |
| Primera B          | Cortuluá | Colombia | 2009 |